# Rebelião de Iwai

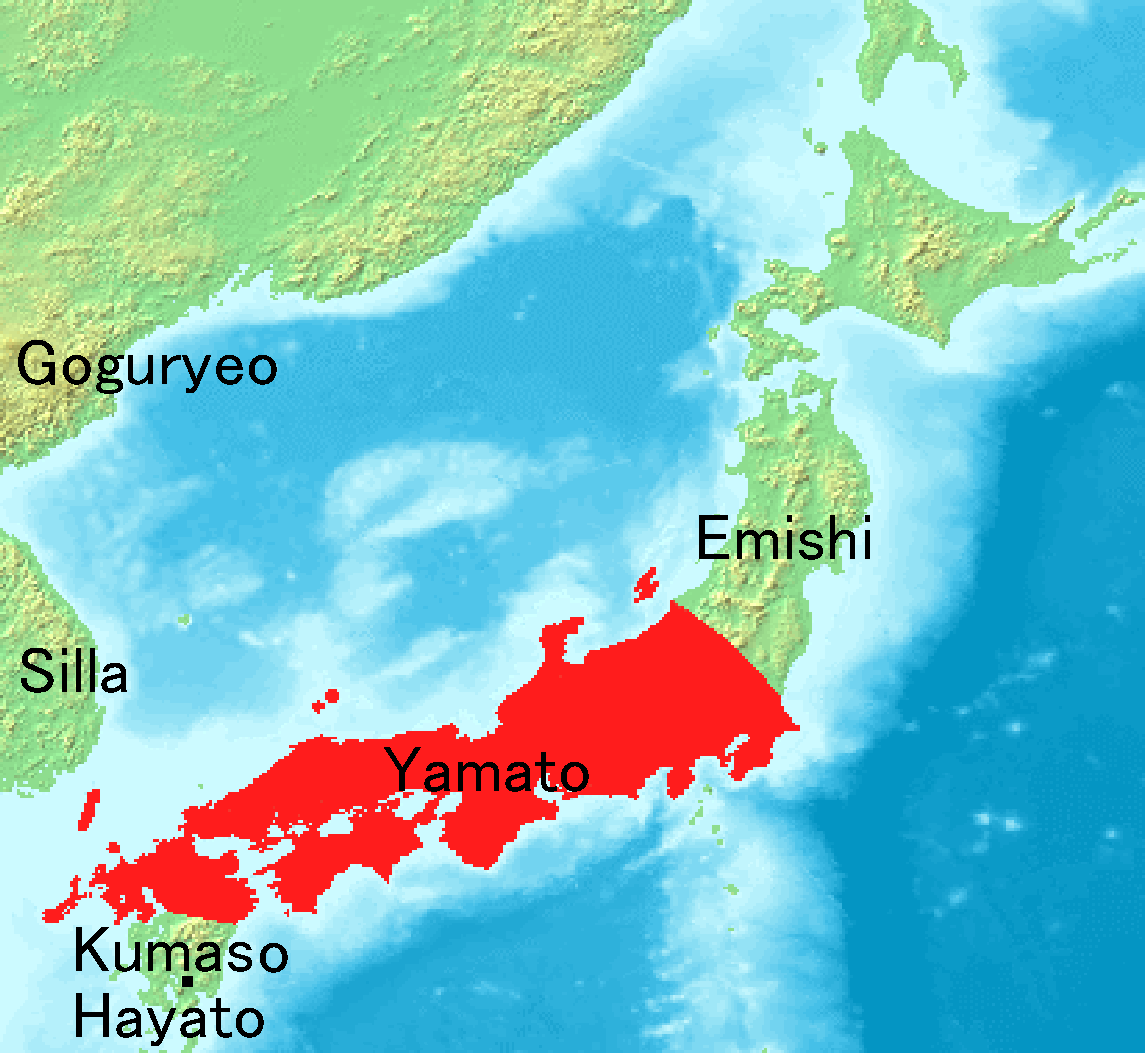
Mostra alguma coisa que eu não consigo saber, porque eu só estou aq para adicionar a imagem

A Rebelião de Iwai (磐井の乱, Iwai no Ran) foi uma rebelião contra o Imperador Keitai, que teve lugar na região de Kyushu , atualmente nas proximidades da cidade de Ogori na província de Fukuoka ), em 527. A rebelião foi assim denominada por causa de seu líder, Iwai, que é considerado por historiadores como sendo o governador de Kyushu na época. A rebelião foi sufocada pela Corte de Yamato, que desempenhou um papel importante no início da consolidação do Japão.  Keitai enviou Mononobe no Arakabi para desbaratá-la . O principal registro da rebelião podem ser encontrados no Nihon Shoki , embora também é mencionado no Kojiki e em outras fontes históricas  .